# بحيرة مدن
بحيرة مدن أكبر بحيرة صناعية مطورة في المملكة العربية السعودية، وهي بحيرة صديقة للبيئة، بلغت تكلفة إنشائها نحو 129 مليون ريال، وتبلغ المساحة الاجمالية للمشروع 400 ألف متر مربع، فيما تبلغ مساحة البحيرة 210 آلاف متر مربع، أي بما يزيد عن 52% من المساحة الاجمالية للمشروع. أنشأت البحيرة من قبل الهيئة السعودية للمدن الصناعية ومناطق التقنية مدن في المنطقة الصناعية الثانية بالدمام.

## الافتتاح
تم افتتاح البحيرة في 14 ربيع الأول 1435 هـ الموافق 15 مارس 2014. بحضور الأمير سعود بن نايف بن عبد العزيز أمير المنطقة الشرقية، وتوفيق الربيعة وزير التجارة والصناعة.

## لمحة عامة
- تُعد بحيرة مدن أكبر بحيرة صناعية في المملكة وهي عبارة عن مياة متجددة تعالج بطريقة بيئية.
- قام بافتتاحها الأمير سعود بن نايف أمير المنطقة الشرقية وذلك في 14 ربيع الأول لعام 1435 هجرياً الموافق 15 مارس 2014 ميلادياً.
- تبلغ المساحة الإجمالية للمشروع 400.000 م2 ومساحة البحيرة 210.000 م2.
- يتضمن المشروع مسطحات خضراء بالإضافة إلى زراعة 760 نخلة تم توزيعها على أنحاء البحيرة بشكل هندسي وجمالي.
- يتضمن المشروع ممرات للمشاة صممت بطريقة تخدم زوار البحيرة، ويبلغ طولها أربعة كيلو متر.تُعد البحيرة وجهةً سياحيةً ومتنفساً للعاملين بالمدينة الصناعية الثانية بالدمام بصفة خاصة وسكان المنطقة الشرقية وزوارها.[6]

## مصدر المياه
قامت هيئة مدن ببيع المياه المعالجة الصالحة للاستخدام الصناعي، وتحويل مياه الصرف الصحي والصناعي إلى مياه معالجة متجددة، وترشيح الفائض إلى بحيرة المدينة الصناعية الثانية بمكوناتها الإحيائية والنباتية.

## وصلات خارجية
- موقع خاص بالبحيرة